# Варини
Ва́рини (латыш. Variņi) — населённый пункт в Смилтенском крае Латвии. Административный центр Варинской волости. Находится на реке Палса.
По данным на 2007 год, в населённом пункте проживало 540 человек. Есть волостная администрация, начальная школа, дом культуры, почтовое отделение, несколько магазинов, библиотека.

## История
В советское время населённый пункт входил в состав Палсманского сельсовета Валкского района. В селе располагался колхоз «Октобрис».